# 와치라웃
와치라웃(Wachirawut, Vajiravudh, 태국어: วชิราวุธ, 1881년 1월 1일 ~ 1925년 11월 25일)은 태국 짜끄리 왕조의 제6대 군주(재위:1910년 10월 23일 ~ 1925년 11월 25일)로 라마 6세이다. 공식 명칭은 프라밧솜뎃 프라뽀라멘타라 라마티보디시신 마하와치라웃 프라몽꿋끌라오 짜우유후아(Phra Mongkut Klao Chao Yu Hua, 태국어: พระบาทสมเด็จพระปรเมนทรรามาธิบดีศรีสินทรมหาวชิราวุธฯ พระมงกุฎเกล้าเจ้าอยู่หัว)이다. 와치라웃은 타이 왕국의 민주주의로의 이행에 힘쓰고 시암 민족주의(Siamese nationalism) 확립을 위해 힘썼다. 또한 제1차 세계대전 참전을 최소화하려고 하였다.

## 생애

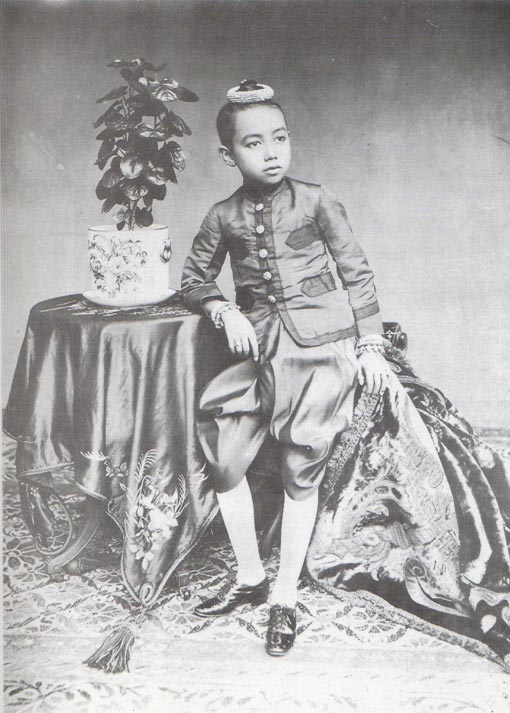
1890년대 와치라웃 왕자

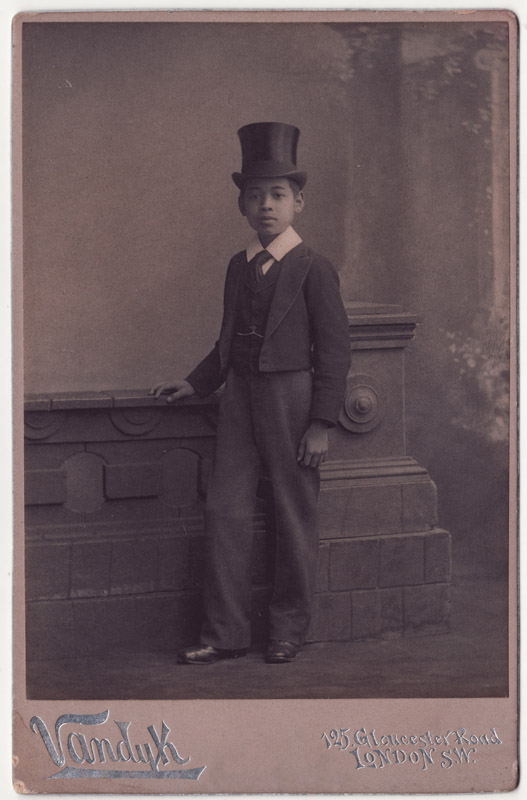
영국 유학 시절 초상

1881년 1월 1일, 라마 5세의 이복 누이이자 왕비인 사오바바 봉스리(Saovabha Phongsri) 사이에서 태어났다. 1888년, 와치라웃은 크롬 쿤(Krom Khun, Prince of Ayudhia) 작위를 받았다.
와치라웃은 왕궁에서 태국어와 영어를 배웠다. 1895년, 이복형제 바지룬히스(Vajirunhis)가 죽었고, 와치라웃은 새로운 시암 왕자가 되었다. 이후 영국에서 교육을 받아, 1898년 샌드허스트 소재 영국왕립군사학교(Royal Military College, Sandhurst)에 입학하였고, 더험 경보병대(Durham Light Infantry)에 잠시 임관하였다. 1899년 옥스퍼드의 크리스트처치(Christ Church, Oxford)에서 법학과 역사학을 공부하였고, 이곳에서 불링든 클럽(Bullingdon Club) 회원이 되었다. 그러나 맹장염으로 1901년 졸업이 무산되었다. 1902년, 영국에 거주하면서도 5월에 독일, 10월엔 덴마크를 방문하였다. 1902년 5월 15일 스페인 마드리드에서 열린 스페인국왕 알폰소8세(Alfonso XIII) 즉위식에 참석하였다. 1902년 8월 9일, 부왕 출라롱꼰을 대신하여 영국왕 에드워드 7세(Edward VII) 대관식에 참관하였다.
1902년 10월, 그는 영국을 떠났고 미국과 일본을 경유하여 1903년 1월 시암에 도착하였다. 1904년, 시암 풍습에 따라 그는 잠시 승려가 되었다. 1906년 부왕 출라롱꼰이 폐질환 치료를 위해 유럽으로 출국하면서 와치라웃을 시암 섭정으로 임명하였다. 이때 그는 출라롱꼰왕 승마 동상 주조를 감독하였다. 1910년 10월 23일, 출라롱꼰 왕이 사망하면서 와치라웃은 시암왕의 자리를 계승하였다.

## 가족 관계

### 조부모와 부모
- 조부 : 시암 라마 4세국왕
- 조모 : 텝시린트라왕후
- 부친 : 시암 라마 5세국왕
- 모친 : 사우와파펑스리왕후

### 남동생
1. 뜨리픗룻탐롱왕자
2. 작끄라퐁푸와낫왕세제
3. 시리랏차까꿋타판왕자
4. 앗사당데차웃왕세제
5. 펫차분공 주타툿타라디록왕자
6. 시암 라마 7세국왕

### 여동생
1. 텝나리랏공여 파후랏마니마이공주
2. ?공주

### 왕후
1. 수왓타나왕후궁
2. 락사미라완왕후궁 – 라마 6세 사촌
3. 인타라삭사지왕후궁 – 라마 6세 전왕후

### 후궁
1. 수자릿수다후궁

### 왕자
- 장남 : ?왕자 (1923년 ~ 1923년)

### 왕녀
- 장녀 : 픗차랏라차수다공주 (1925년 ~ 2011년)